# Myopa
Genre
Synonymes
- Fairmairia Robineau-Desvoidy, 1853
- Haustellia Robineau-Desvoidy, 1853
- Lonchopalpus Robineau-Desvoidy, 1853
- Myopella Robineau-Desvoidy, 1853
- Myopina Robineau-Desvoidy, 1853
- Phorosia Robineau-Desvoidy, 1853
- Pictinia Robineau-Desvoidy, 1853
- Purpurella Robineau-Desvoidy, 1853
- Glossigona Rondani, 1856
- Gonirhyncus Rondani, 1856
- Arpagita Lioy, 1864
- Ischiodonta Lioy, 1864

Myopa est un genre d'insectes diptères brachycères de la famille des Conopidae. Les adultes se nourrissent de nectar. Le comportement d'une grande partie de ces espèces est inconnu ; pour celles qui ont été étudiées, la larve est obligatoirement endoparasite d'autres insectes, en particulier les hyménoptères pollinisateurs et parmi eux, les bourdons, les Andrènes et les Eucerines. L'espèce type du genre est Myopa buccata.
Les 44 espèces que comporte ce genre sont essentiellement situées dans l'hémisphère nord et se rencontrent dans les écozones paléarctique (26 espèces, dont 15 en Europe), néarctique (14), afrotropicale (3), indomalaise (7), néotropicale (4) et australasienne (1).

## Ensemble des espèces
Selon Jens-Hermann Stuke :
- Myopa argentata, Grèce et Israël
- Myopa bella, Indomalais et Est Paléarctique
- Myopa bohartorum, Californie
- Myopa buccata, Paléarctique
- Myopa castanea, Néarctique
- Myopa chalantungensis, Chine
- Myopa chuncheonensis, Japon et Corée du Sud
- Myopa clausa, Néarctique
- Myopa clausseni, Grèce
- Myopa confusa, Inde
- Myopa curta, Inde et Est Paléarctique
- Myopa curticornis, Néarctique
- Myopa curtirostris, Paléarctique
- Myopa dorsalis, Paléarctique et Indomalais
- Myopa fasciata, Paléarctique
- Myopa fenestrata, Mexique
- Myopa flavopilosa, Néarctique
- Myopa hirsuta, Paléarctique
- Myopa longipilis, Néarctique
- Myopa maetai, Japon
- Myopa melanderi, Néarctique
- Myopa metallica, Bolivie et Chili
- Myopa mixta, Îles Canaries
- Myopa morio, Ouest-Paléarctique
- Myopa nigriventris, Inde et Corée du Nord
- Myopa occulta, Europe
- Myopa ornata, Australie
- Myopa palliceps, Sud-Ouest et Centre Paléarctique
- Myopa pallida, Centre Paléarctique
- Myopa pellucida, Paléarctique
- Myopa perplexa, Néarctique
- Myopa picta, Afrotropique et Paléarctique
- Myopa plebeia, Néarctique
- Myopa polystigma, Europe
- Myopa pulchra, Mexique
- Myopa rubida, Néarctique
- Myopa stigma, Afrotropique et Ouest Paléarctique
- Myopa tessellatipennis, Europe
- Myopa testacea, Paléarctique
- Myopa variegata, Paléarctique
- Myopa vesiculosa, Néarctique
- Myopa vicaria, Néarctique et Ouest-Paléarctique
- Myopa virginica, Néarctique

L'espèce Myopa extricata est considérée comme synonyme de Myopa pellucida, Myopa strandi comme synonyme de Myopa hirsuta et Myopa minor de Myopa palliceps.

## Les espèces européennes
Selon Fauna Europaea (7 mars 2019), pondéré par le jeu des synonymies de Jens-Hermann Stuk
- Myopa argentata
- Myopa buccata
- Myopa clausseni
- Myopa curtirostris
- Myopa dorsalis
- Myopa fasciata
- Myopa hirsuta
- Myopa mixta
- Myopa morio
- Myopa occulta
- Myopa palliceps
- Myopa pellucida
- Myopa picta
- Myopa polystigma
- Myopa stigma
- Myopa tessellatipennis
- Myopa testacea
- Myopa variegata
- Myopa vicaria

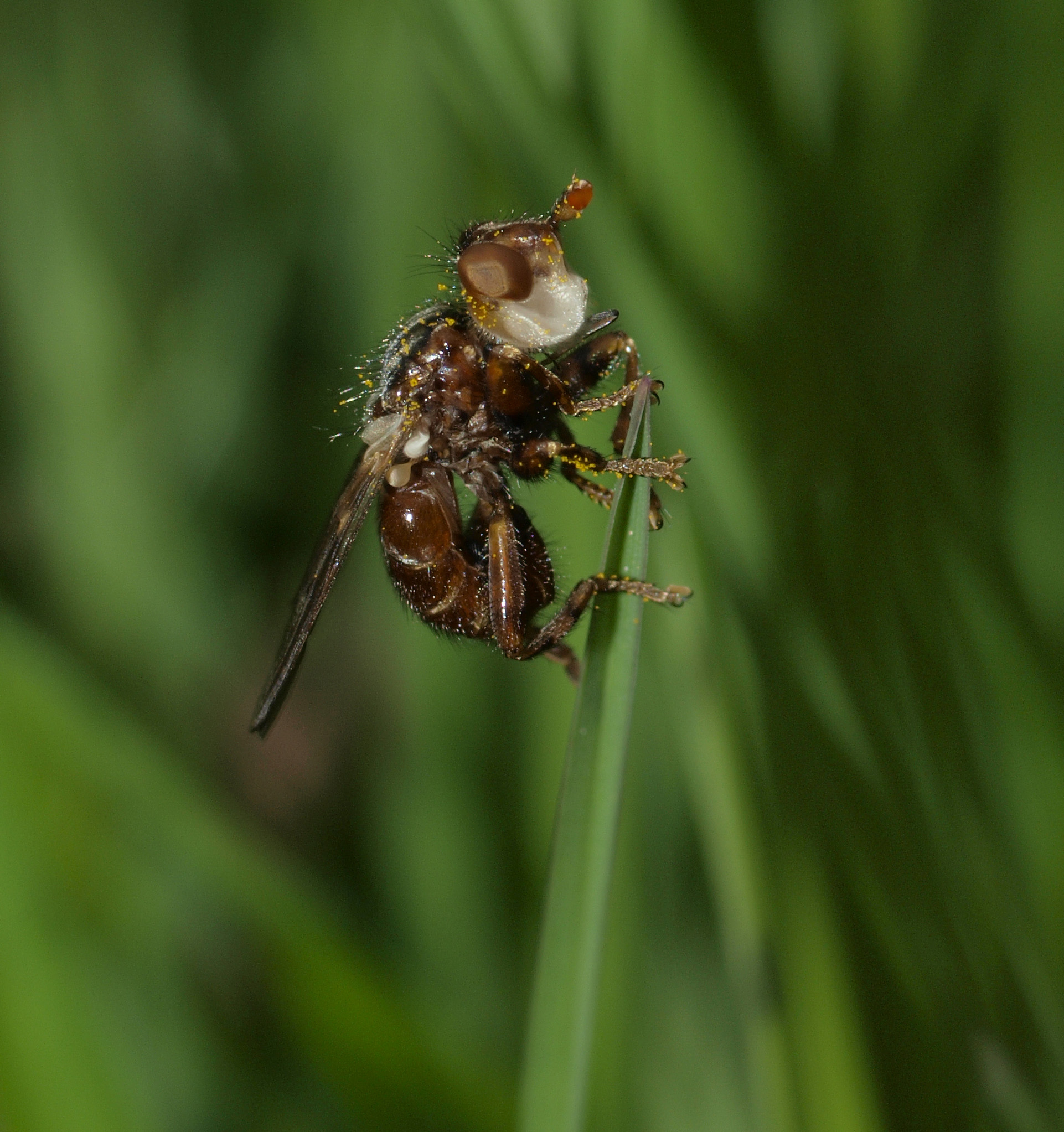
Myopa indétermminée
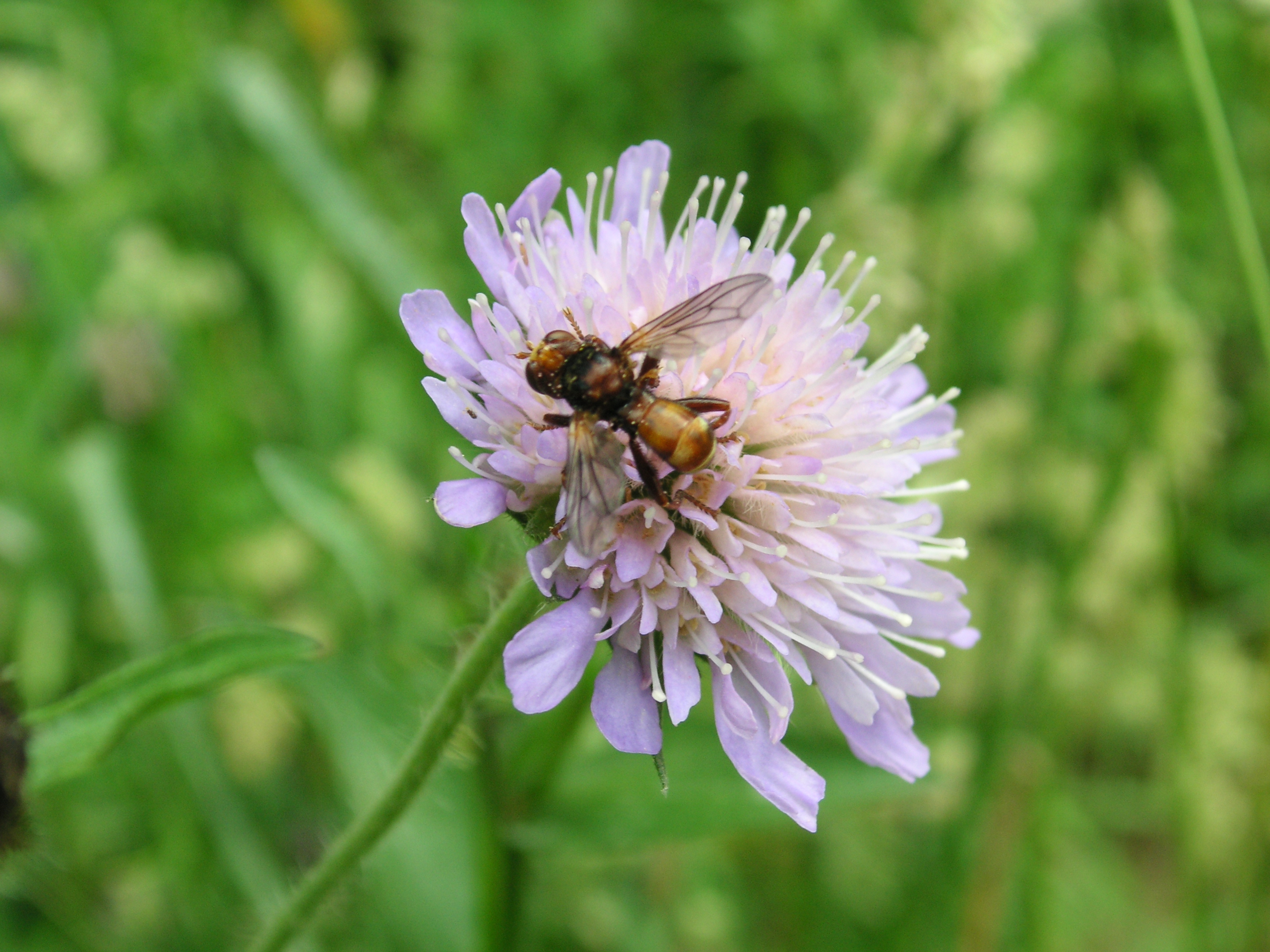
Myopa buccata butinant un pissenlit (Hesse, Allemagne)
- Myopa bucatta
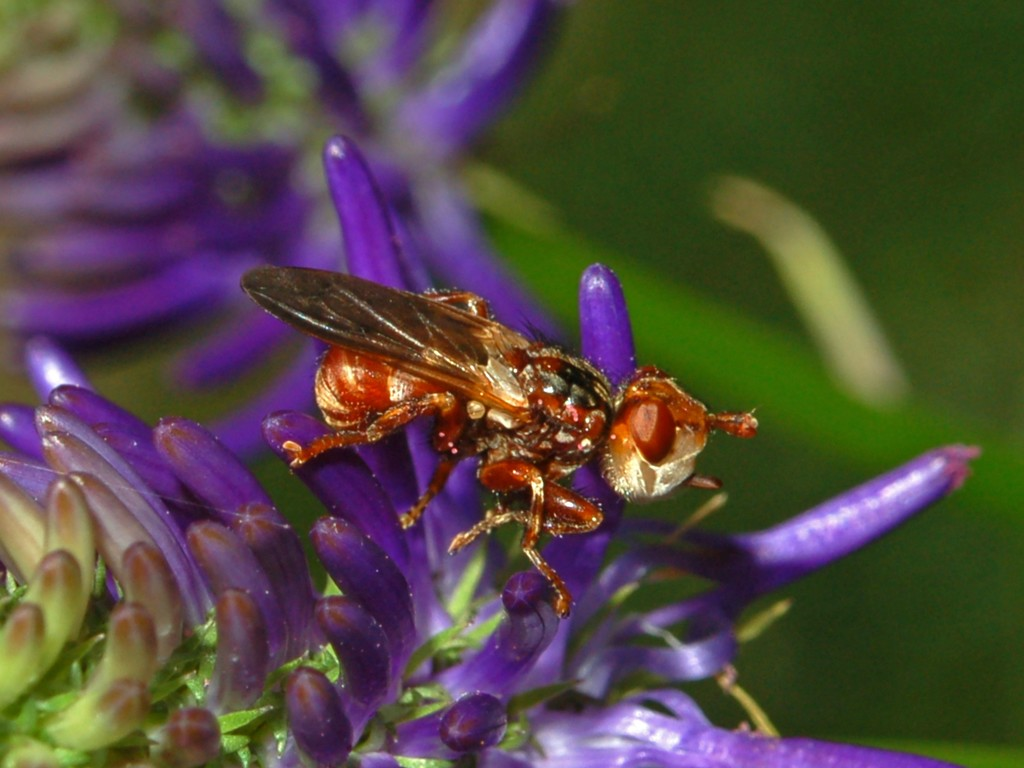
Myopa dorsalis le long du torrent Gorzente, (Apennins, Italie)
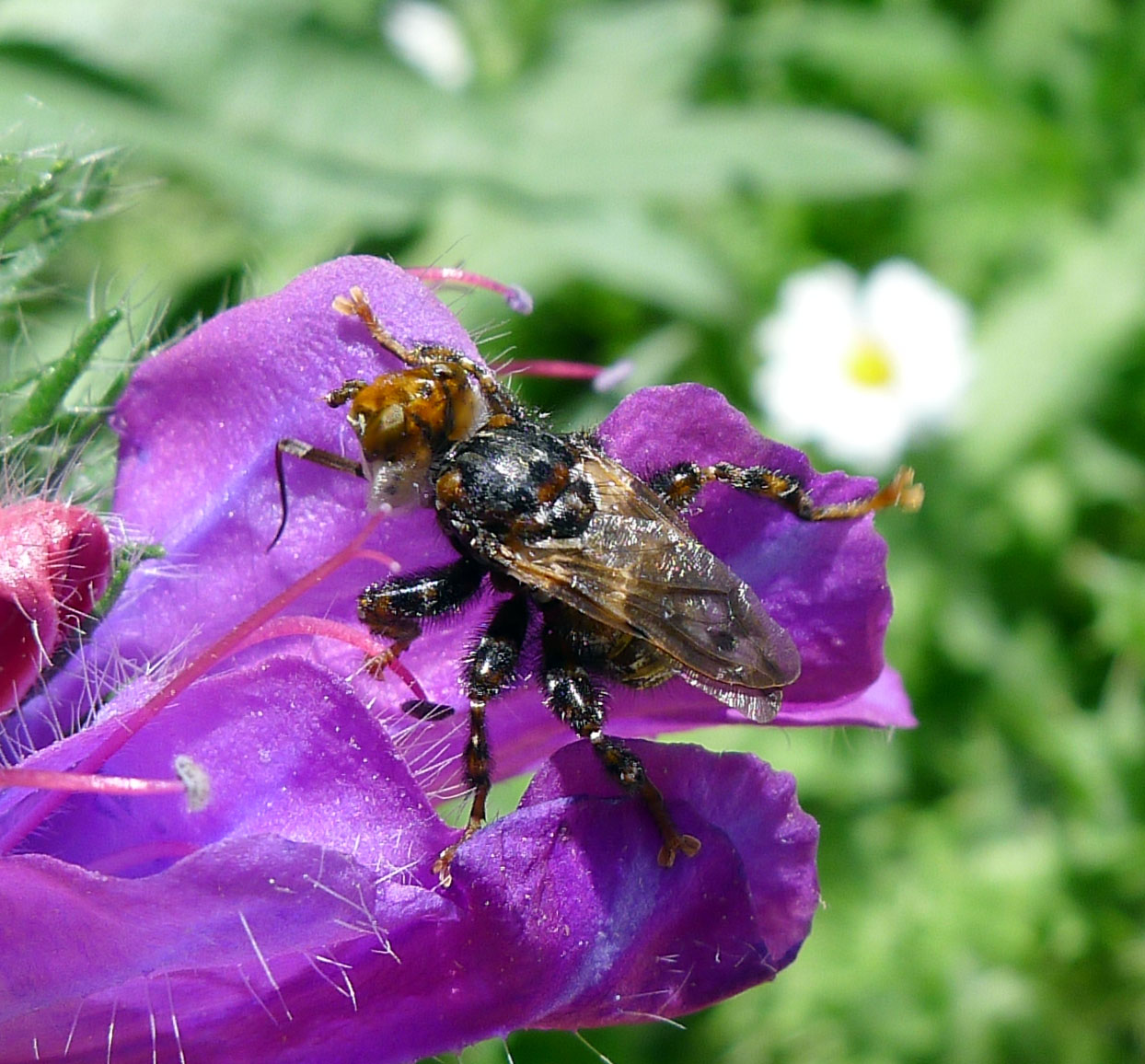
Myopa picta, (Worcestershire, Angleterre)
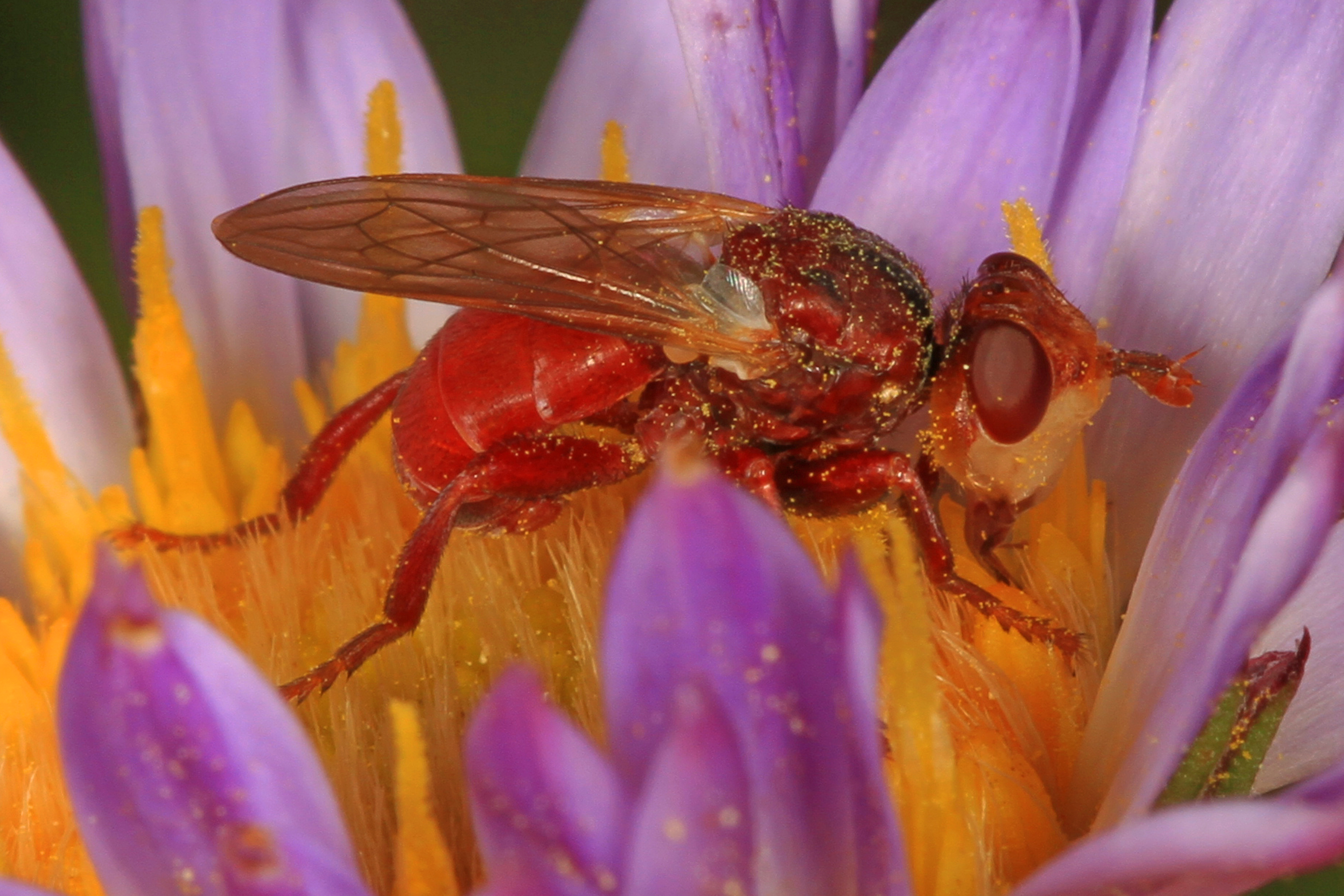
Myopa rubida (Californie, USA)